# Chile i olympiska vinterspelen 1998
Chile deltog med 3 deltagare vid de olympiska vinterspelen 1998 i Nagano. Ingen av landets deltagare erövrade någon medalj.